# Pablo Lyle
Pablo Lyle (Mazatlán, Sinaloa; 18 de novembro de 1986) é um ator mexicano.

## Filmografia

### Televisão
| Ano     | Título                 | Personagem                                                  |
| ------- | ---------------------- | ----------------------------------------------------------- |
| 2006    | Código postal          | Emanuel Pérez López                                         |
| 2009    | Verano de amor         | Baldomero "Baldo" Pérez Olmos                               |
| 2011-12 | Una familia con suerte | José "Pepe" López Torrés                                    |
| 2012    | Cachito de Cielo       | Matías Salazar Silva / Matías Landeros Silva                |
| 2013-14 | Por siempre mi amor    | Esteban Narváez Gutiérrez                                   |
| 2014-15 | La sombra del pasado   | Cristóbal Mendoza Riveiro                                   |
| 2016    | Corazón que miente     | Alonso Ferrer Castellanos                                   |
| 2017    | Mi adorable maldición  | Rodrigo Villavicencio Solana / Andrés Villavicencio Urrutia |

### Programas
| Ano  | Programa             | Personagem |
| ---- | -------------------- | ---------- |
| 2015 | La rosa de Guadalupe | Cano       |
| 2013 | Como dice el dicho   | Sandro     |
| 2010 | Mujeres asesinas     | Marcelo    |

## Crime e Condenação
Em 31 de março de 2019, o ator sofreu um acidente ao bater com seu carro no do cubano Juan Ricardo Hernandéz, próximo ao aéroporto de Miami. Irritado, agrediu o homem de 63 anos com um soco e o deixou inconsciente. Pablo Lyle foi preso por agressão, porém pagou fiança e saiu da cadeia no dia seguinte. A situação ficou mais grave quando a vítima morreu no hospital em 3 de abril do mesmo ano. 
Desde então, o ator passou a ser indiciado a comparecer na justiça mexicana e dar prosseguimento à acusação do caso. Após um julgamento em 4 de outubro de 2022, o ator foi declarado culpado por homicídio involuntário.
Em 3 de fevereiro de 2023, o ator foi condenado a cumprir pena de 13 anos, devendo cumprir os 5 primeiros anos na cadeia e os 8 restantes em liberdade condicional.

## Prêmios e indicações

### Prêmio TVyNovelas
| Ano  | Categoria           | Telenovela             | Resultado |
| ---- | ------------------- | ---------------------- | --------- |
| 2012 | Revelação Masculina | Una familia con suerte | Venceu    |
| 2013 | Melhor Ator Juvenil | Cachito de Cielo       | Indicado  |
| 2015 | Melhor Ator Juvenil | Por siempre mi amor    | Indicado  |
| 2016 | Melhor Ator         | La sombra del pasado   | Venceu    |